# وزارت جنگ ایالات متحده آمریکا
وزارت جنگ ایالات متحده یا وزارت جنگ، همین‌طور مشهور به اداره جنگ یکی از وزارت‌خانه‌های کابینه دولت در آمریکا بود که مسئولیت عملیات‌ها و سرپرستی ارتش را بر عهده داشت. این وزارت تا پیش از تأسیس وزارت نیروی دریایی مسئولیت کنترل مرزهای آبی را نیز بر عهده داشت.
وزارت جنگ آمریکا از سال ۱۷۸۹ تا ۱۸ سپتامبر ۱۹۴۷ فعال بوده و در نهایت در سال ۱۹۴۹ و با ادغام شدن چند وزارتخانه دیگر، وزارت دفاع آمریکا را تشکیل دادند.